# Буддийская федерация Норвегии
Буддийская федерация Норвегии (норв. Buddhistforbundet) является зонтичной организацией для различных буддийских групп в Норвегии. Федерация была основана в 1979 году на основе двух буддийских групп (Rinzai Zen Senter и Karma Tashi Ling buddhistsamfunn) с целью создания организации для решения вопросов, представляющих общий интерес для всех норвежских буддистов, и которая могла бы представлять все отдельные группы. Основная цель федерации сегодня — способствовать развитию связей и хороших отношений между буддистами всех традиций и групп, в целях содействия буддийских принципов и практике в Норвегии.

## Организации в федерации

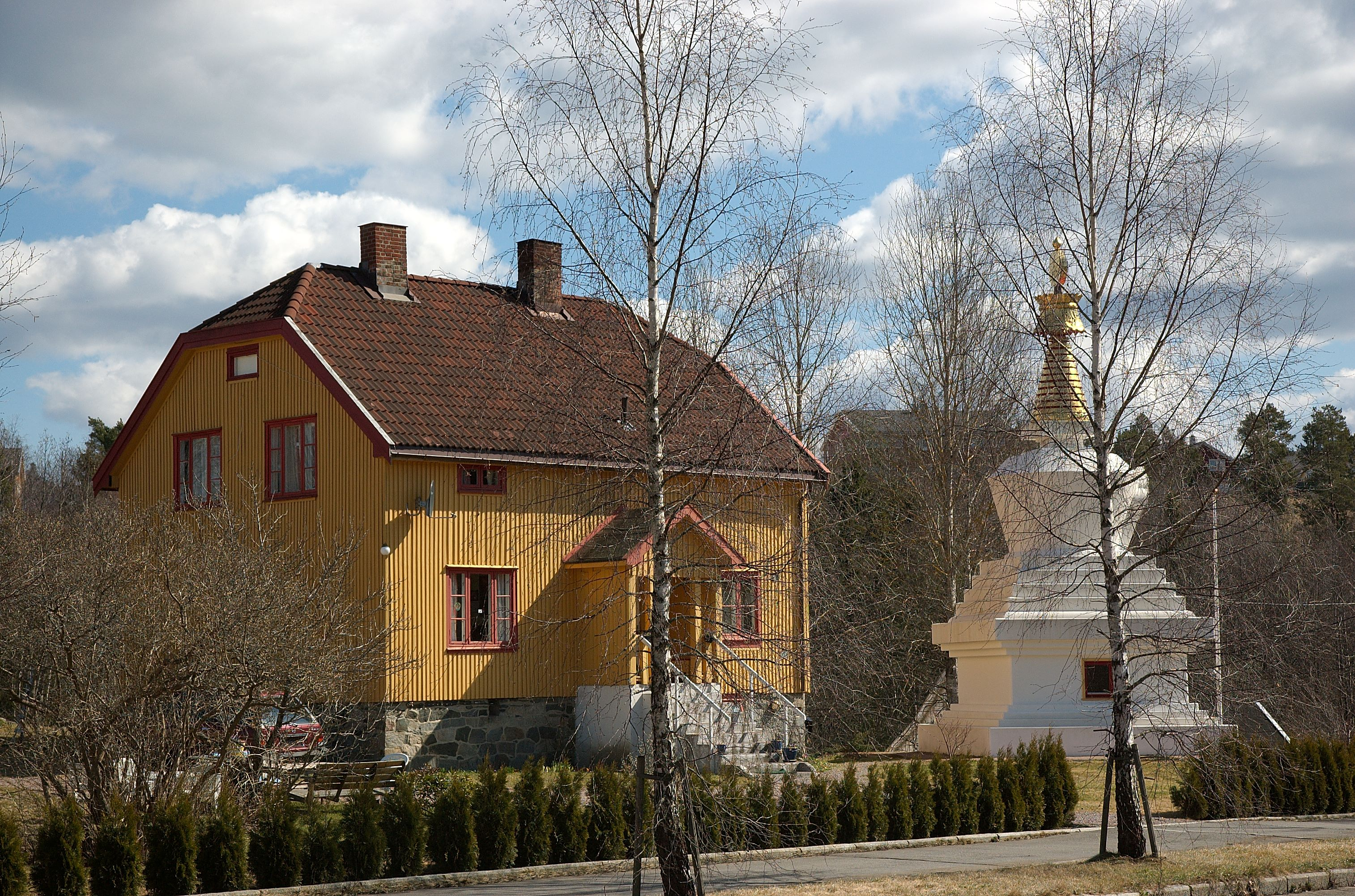
Буддийское общество Karma Tashi Ling в Бьёрндале (Осло)

- Buddhasasana — организация для интересующихся традицией Тхеравады.
- Den thailandske buddhistforening — тайский буддийский храм в Фрогнере.
- Oslo buddhistsenter — в городе Осло.
- Det vietnamesiske buddhistsamfunn — общенациональная вьетнамская община буддистов.
- Dharmagruppen — организация практикует медитацию, по учению Нят Ханя
- Dharma Sah — группа в Моссе.
- Hridaya-gruppen — дзэн-группа в Осло.
- Karma Tashi Ling buddhistsamfunn — сообщество практикующих тибетский буддизм.
- Rinzai Zen Senter — центр японского дзэн в Осло.
- Stavanger buddhistiske forening — группа по медитации в Ставангере, созданная 29 апреля 1998 года.
- Tisarana — шри-ланкийская буддийская ассоциация в Норвегии.